# Arthur Knight (calciatore)
Arthur Egerton Knight (Godalming, 7 settembre 1887 – Portsmouth, 10 marzo 1956) è stato un calciatore inglese, di ruolo difensore.

## Biografia
Ha frequentato la King Edward VI Grammar School di Guildford, lavorando in seguito per una compagnia di assicurazioni di Portsmouth; ha inoltre combattuto nella prima guerra mondiale, prima in Egitto e successivamente in Francia, arrivando ad ottenere il rango di capitano. Una volta abbandonata l'attività calcistica è rimasto a vivere a Portsmouth, giocando per dieci anni a cricket nell'Hampshire County Cricket Club, una delle più antiche squadre inglesi di questo sport, capitanandola in due occasioni (nel 1921 e nel 1923).

## Carriera

### Club
Dopo aver vinto una Surrey County Cup con la squadra amatoriale del Godalming Town nel 1904, nel 1908 si trasferisce a Portsmouth, iniziando nello stesso anno a giocare nella squadra locale. Dopo la momentanea interruzione dei campionati a causa della guerra, riprese a giocare nel Portsmouth, con cui scese in campo in altre 69 occasioni. In seguito abbandonò l'attività agonistica, giocando solo partite amichevoli con il Corinthian Football Club, di cui venne in seguito anche nominato membro a vita.

### Nazionale
È stato campione olimpico al 5º Torneo olimpico di calcio del 1912 svoltosi a Stoccolma, vincendo l'oro con il Regno Unito; ha giocato tutte e tre le partite del torneo, senza mai segnare. Ha inoltre partecipato anche ai Giochi Olimpici del 1920, nei quali ha giocato nell'unica partita disputata dalla sua Nazionale. Il 25 ottobre 1919 ha giocato in Nazionale nella partita amichevole pareggiata per 1-1 a Belfast contro l'Irlanda del Nord, indossando anche la fascia di capitano.

## Palmarès

### Club
- Hants Benevolent Cup: 1

Portsmouth: 1911
- South Hants War League: 1

Portsmouth: 1914
- Pickford Cup: 1

Portsmouth: 1914

### Nazionale
- Oro olimpico: 1

Stoccolma 1912